# Faro del Cayo Elbow
El Faro del Cayo Elbow (en inglés: Elbow Cay lighthouse) se localiza en Hope Town en las Bahamas, cuenta con uno de los últimos faros de keroseno operativos en el mundo. Este faro fue construido en 1862 y comenzó a funcionar dos años más tarde, con un rayado horizontal rojo y blanco. Su luz se puede ver a partir de 23 millas náuticas (o bien 43 km) de distancia.  
El Faro de Hope Town es uno de los tres faros manuales que quedan en el mundo. Tiene un mecanismo de resorte que tiene que ser ajustado cada varias horas para mantener la secuencia de cinco destellos blancos cada 15 segundos. La lámpara quema queroseno con una mecha y un manto. La luz se enfoca entonces a medida que pasa a través de la óptica de una lente de Fresnel de primer orden que flota en una cama de mercurio.